# Zlatá Ktiš
Zlatá Ktiš (též Goldentisch Teich) je splavovací nádrž (klauzura) v Novohradských horách. Nachází se na Černé, na jižním svahu Jeleního hřbetu v nadmořské výšce 766 m. Má rozlohu 5,24 ha a maximální hloubku (u výpusti) 5 m.

## Historie
Nádrž byla vybudována v roce 1789 a na její jižní straně o dva roky později vznikla stejnojmenná osada o 11 domech. Jako splavovací nádrž (klauza) sloužila k posílení toku a pro lepší plavbu dlouhého polenového dřeva z novohradských lesů krátkodobým intenzivnějším vypouštěním nahromaděné vody po dobu plavení. Při povodni v roce 1794 došlo k poškození hráze, proto byla v roce 1796 zesílena a zvýšena. K protržení hráze došlo i při povodních v srpnu 2002.

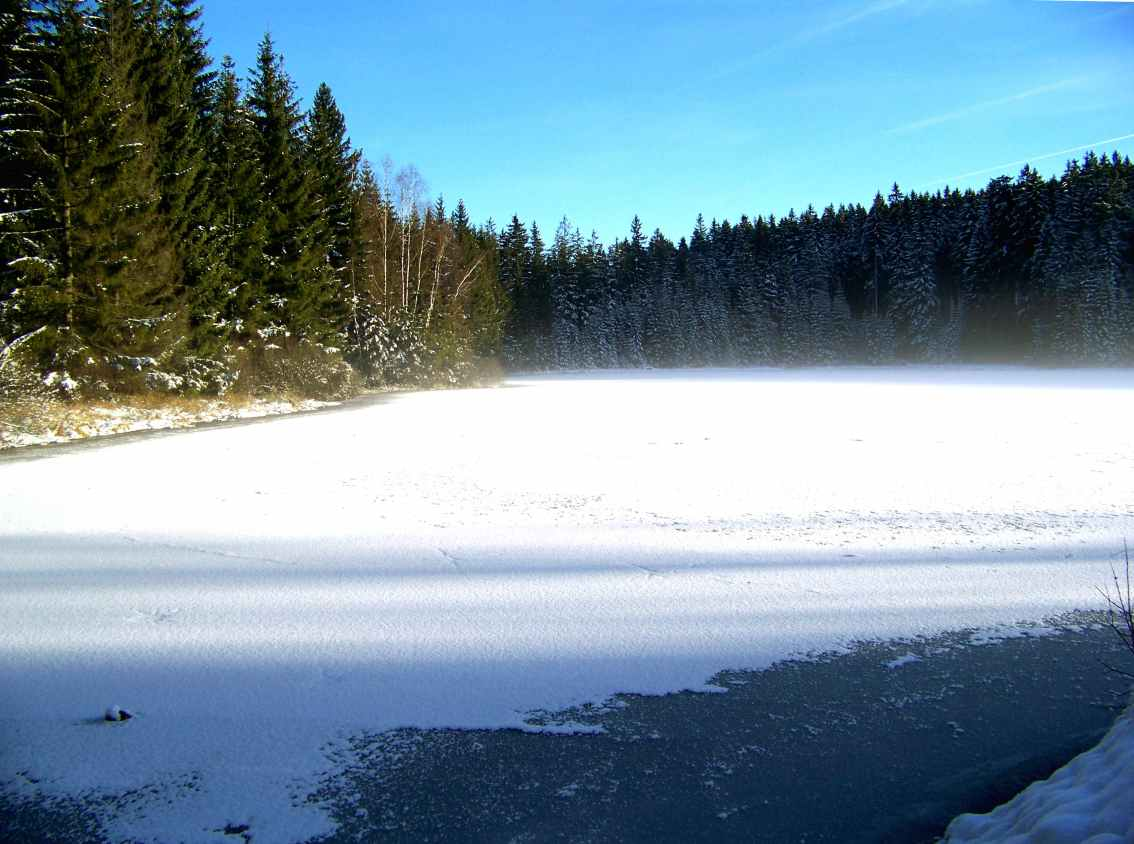
Zlatá Ktiš v zimě
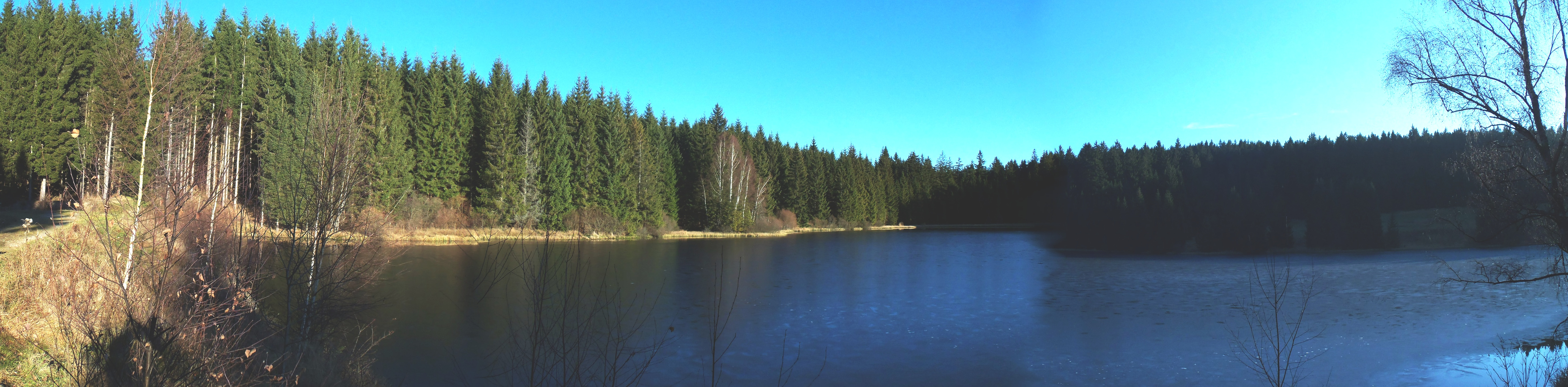
Klauzura Zlatá Ktiš
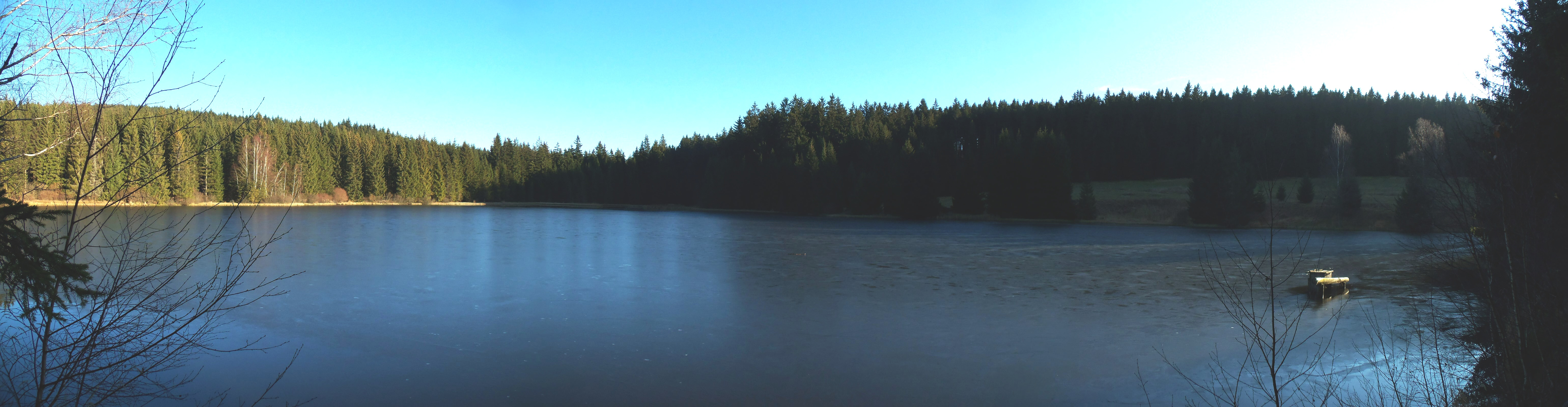
Zlatá Ktiš zabíraná od stavidla
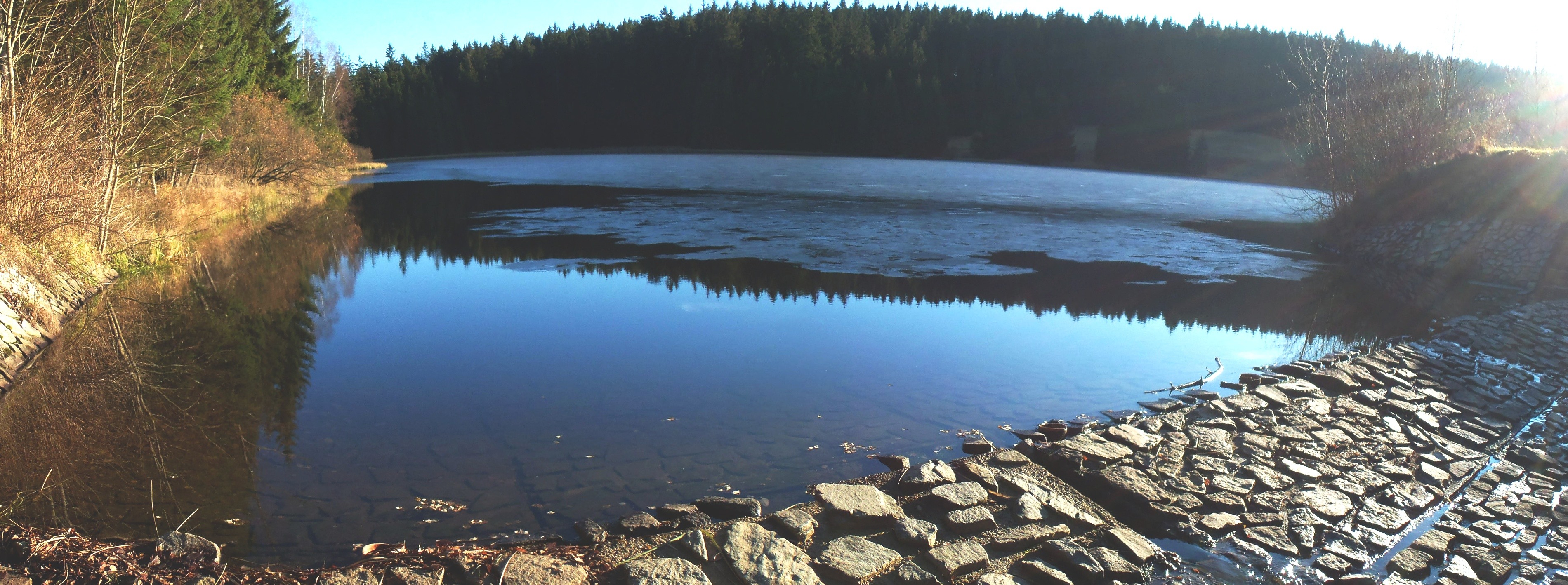
Přepad vody Zlaté Ktiš
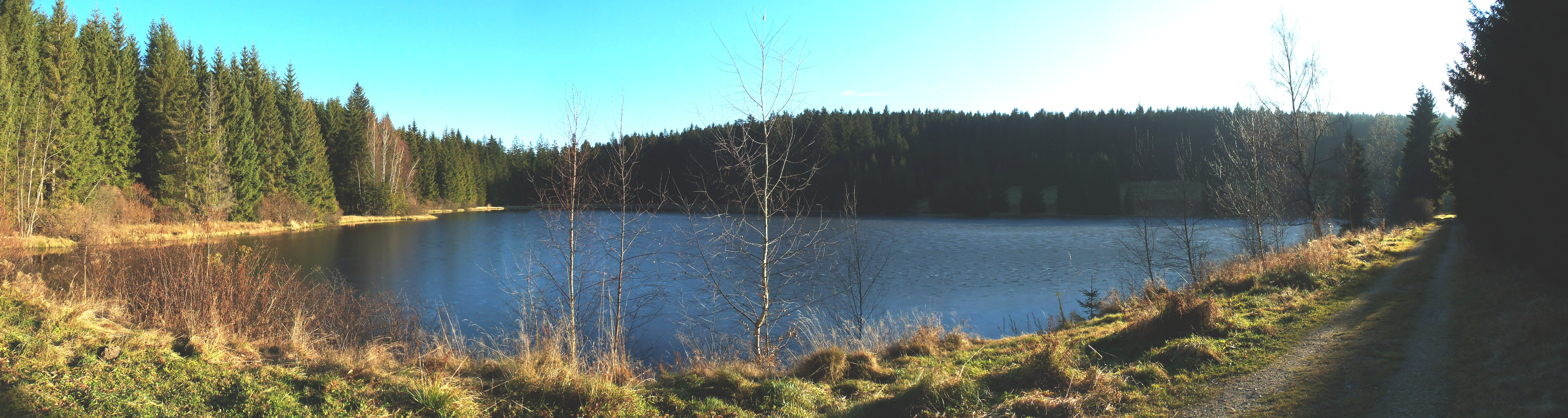
Zlatá Ktiš, plavební nádrž